# Royoungia
Royoungia es un género de hongos  en la familia Boletaceae. Es un género monotípico, su única especie es Royoungia boletoides. Es nativo de Australia.